# Carlo Giuseppe Perrone di San Martino
Carlo Giuseppe Luigi Perrone di San Martino (Torino, 8 febbraio 1764 – Torino, 24 maggio 1836) è stato un nobile italiano, sindaco di Torino nel 1824.

## Biografia
Nacque a Torino dal conte Carlo Baldassarre, appartenente a un’antica famiglia del Canavese, e da Teresa Luserna di Rorà (1737-1801).
Il 30 dicembre 1782 sposò Paola Argentero di Bersezio e di Bagnasco (1765-1835), dama di palazzo di entrambe le imperatrici di Francia (sua sorella era moglie di Celestino Ferrero della Marmora, padre di quattro generali, ministri ed eroi del Risorgimento italiano).
Fu sottotenente di cavalleria nella Legione Accampamenti (8 marzo 1780), cornetta in Savoia Cavalleria (31 maggio 1781), luogotenente nel corpo di cavalleria della Legione degli Accampamenti (18 gennaio 1783), dei secondi scudieri dei duchi d'Aosta e Monferrato, capitano tenente nel Reggimento Provinciale d'Acqui (28 giugno 1786), secondo scudiere e gentiluomo di bocca dei Duchi d'Aosta e Monferrato (20 marzo 1787 - con stipendio annuo di lire piemontesi 325), primo scudiere e gentiluomo di camera del duca Vittorio Emanuele di Savoia-Aosta (16 aprile 1791 - con stipendio annuo di lire piemontesi 725), capitano dei granatieri nel Reggimento Provinciale d'Acqui in sostituzione del conte Bruno di Samone (18 gennaio 1792), sottoaiutante generale di cavalleria nei Dragoni presso il re Vittorio Amedeo (17 novembre 1792), maggiore battaglione nella Fanteria dell'Armata (8 ottobre 1793), luogotenente colonnello nella Fanteria (6 aprile 1796) e poi trasferito nella cavalleria.
Il 19 dicembre 1798 seguì, con la madre e i fratelli, la famiglia reale in esilio, prima a Firenze, poi in Sardegna e infine a Napoli, come primo scudiere e gentiluomo di camera del duca Vittorio Emanuele di Savoia-Aosta.
Dal 1808 viaggiò tra Torino, dove era rientrato nel 1801 a seguito della morte della madre, e la reggia di Fontainebleau con sua moglie Paola, da poco entrata al seguito dell'imperatrice come dama di palazzo; il 13 agosto 1810 l'imperatore Napoleone Bonaparte lo investì del titolo di conte dell'Impero francese.
Con la caduta dell'impero tornò presso il re Vittorio Emanuele I di Savoia, dal quale venne nominato colonnello di cavalleria (29 ottobre 1814), poi maggior generale e aiutante generale di Dipartimento (18 gennaio 1815), e Gran Maestro della Guardaroba di S.M. (14 luglio 1815 - con lo stipendio annuo di lire piemontesi 4.550) e Cavaliere di Gran Croce dell'Ordine dei Santi Maurizio e Lazzaro (6 dicembre 1815).
La sua carriera vicino al re proseguì, nonostante la partecipazione del figlio Ettore, da poco rientrato dalla Francia, ai moti del 1821; fu nominato sindaco di Torino (1824) e Gran Maestro della Guardaroba di re Carlo Felice e poi ancora Grande di Corona (30 settembre 1828). Stesso incarico ebbr sotto il regno di Carlo Alberto, dal quale venne nominato Gran Cordone dell'Ordine dei Santi Maurizio e Lazzaro (12 novembre 1832).
Il figlio Ettore fu maresciallo di campo dell’esercito francese e generale dell'esercito sardo nel 1848-49 e ministro degli Affari Esteri e poi presidente del consiglio del Regno di Sardegna, eroe risorgimentale e Medaglia d'Oro al Valor Militare, caduto sul campo.